# Иванырсинский сельсовет
Иванырсинский сельсовет — сельское поселение в Лунинском районе Пензенской области Российской Федерации.
Административный центр — село Иванырс.

## История
Статус и границы сельского поселения установлены Законом Пензенской области от 2 ноября 2004 года № 690-ЗПО «О границах муниципальных образований Пензенской области».

## География
Озёра: Боровое и другие.

## Население
| 2002 | 2010 | 2012 | 2013 | 2014 | 2015 | 2016 |
| ---- | ---- | ---- | ---- | ---- | ---- | ---- |
| 992  | ↘846 | ↘806 | ↘784 | ↘764 | ↘753 | ↗769 |
| 2017 | 2018 | 2021 |      |      |      |      |
| ↘745 | ↘744 | ↘639 |      |      |      |      |

## Состав сельского поселения
| № | Населённый пункт        | Тип населённого пункта       | Население |
| - | ----------------------- | ---------------------------- | --------- |
| 1 | Березенки               | деревня                      | ↘3        |
| 2 | Иванырс                 | село, административный центр | ↘714      |
| 3 | Иванырсинский Лесозавод | посёлок                      | ↘129      |

### Упразднённые населённые пункты
В декабре 2015 года посёлок Березенский Лесозавод исключён из учётных данных административно-территориального устройства Пензенской области как населённый пункт фактически прекративший своё существование, в котором отсутствуют официально зарегистрированные жители.